# Parafia św. Antoniego Padewskiego w Krzyżu Wielkopolskim
Parafia pw. św. Antoniego Padewskiego w Krzyżu Wielkopolskim – parafia rzymskokatolicka z siedzibą w Krzyżu Wielkopolskim, należąca do dekanatu Trzcianka, diecezji koszalińsko-kołobrzeskiej, metropolii szczecińsko-kamieńskiej. Została utworzona w 1999 roku. Siedziba parafii mieści się przy ulicy Sikorskiego.

## Miejsca kultu
- Kościół parafialny pw. św. Antoniego Padewskiego – zbudowany w 1882 roku
- Kościół pw. św. Józefa Robotnika w Drawinach (kościół filialny)
- Kaplica pw. Matki Bożej Częstochowskiej w Przeborowie

## Proboszczowie
- ks. Remigiusz Szrajnert (1999–2008)
- ks. Sławomir Forc (od 2008)